# Хельменцен
Хе́льменцен (нем. Helmenzen) — община в Германии, в земле Рейнланд-Пфальц. 
Входит в состав района Альтенкирхен-Вестервальд. Подчиняется управлению Альтенкирхен.  Население составляет 876 человек (на 31 декабря 2010 года). Занимает площадь 4,15 км².